# Lioon nezperce
Lioon nezperce is een keversoort uit de familie pilkevers (Byrrhidae). De wetenschappelijke naam van de soort is voor het eerst geldig gepubliceerd in 1991 door Johnson.